# 국제공산당
국제공산당(영어: International Communist Party; ICP, 이탈리아어: Partitio Comunista Internazionale)는 좌파 공산주의 성향의 국제정당이다. 아마데오 보르디가가 오랫동안 소속되어 기여했기 때문에 보르디가주의로도 분류된다. 이탈리아에서 설립되어 이탈리아에 가장 강한 지지기반을 가지고 있으나 다른 나라들에도 가맹정당이 있다.